# Aeschropteryx unilineata
Aeschropteryx unilineata là một loài bướm đêm trong họ Geometridae.